# Régie co-intéressée des tabacs de l'empire ottoman

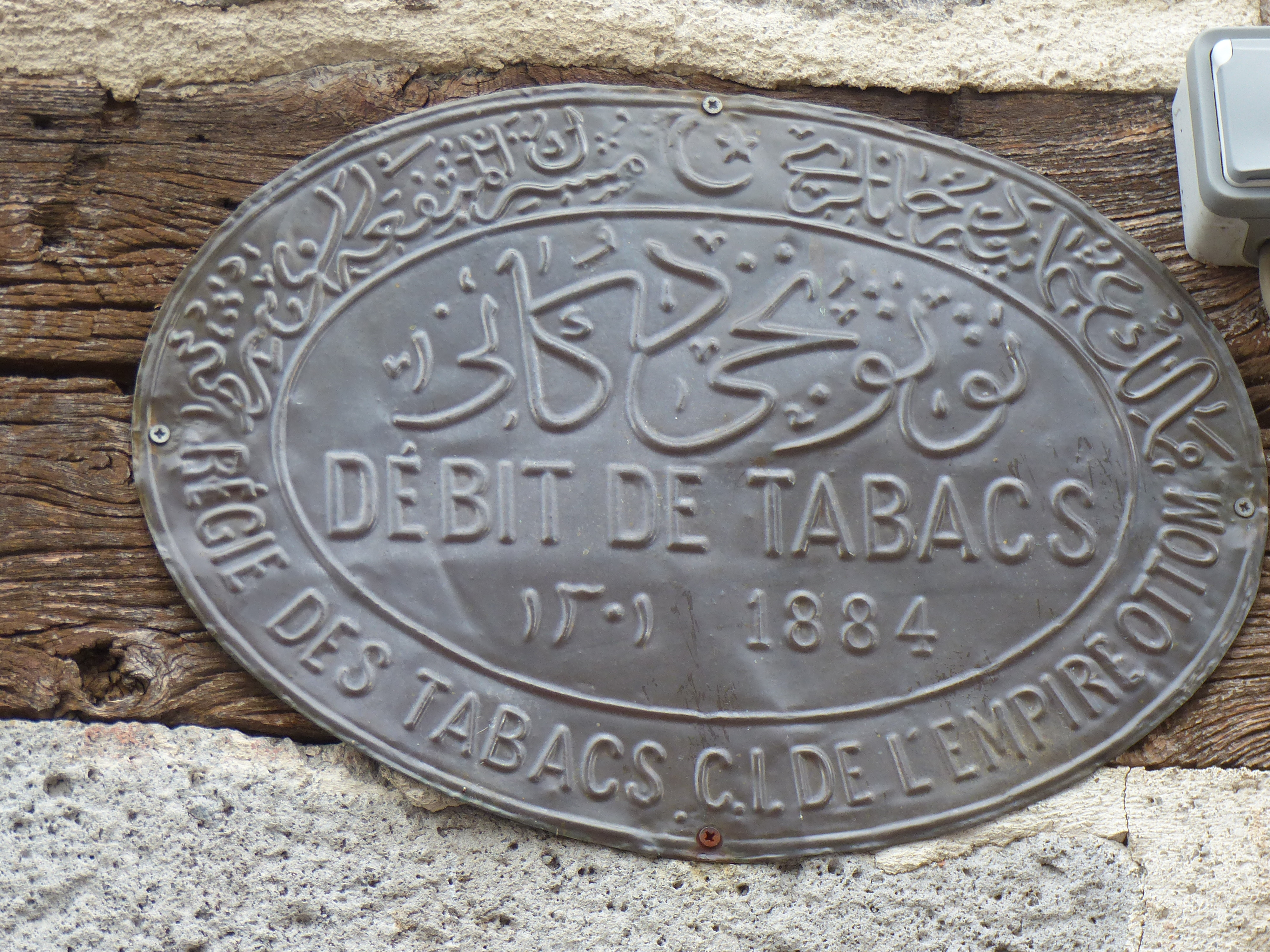

La Régie co-intéressée des tabacs de l'Empire ottoman était une société anonyme turque contrôlée par l'État mais cotée en Bourse de Paris, qui avait le monopole du tabac. 

## Histoire
La création de la « Régie des Tabacs » (appelée « Régie ») est le résultat du processus d’endettement de l’Empire ottoman découlant de la guerre de Crimée. Les banquiers de Londres et de Paris bénéficient dans un premier temps de l’engouement des épargnants britanniques et français pour les « valeurs à turban », et du déclenchement d’un processus de prêts « à jet continu », c'est-à-dire, garantis renouvelables sur le long terme. Mais de réelles difficultés de remboursement se profilent ensuite, notamment sur les intérêts de la dette souveraine, les produits issus de la taxation impériale connaissant des ratés, le Trésor s'avouant incapable de faire face. L'administration du tabac ottoman fait alors appel à des capitaux étrangers, ce qui constitue une sorte de premier cas de privatisation partielle de ce monopole en principe dévolu à la seule gestion de l'État.
En 1884, le gouvernement ottoman institue le monopole du tabac et l'attribue par délégation à une société partiellement étrangère, la « Régie co-intéressée des tabacs de l'Empire ottoman », qui s'installe dans la fabrique de tabac Cibali et s'appuie sur un consortium de banques européennes et sur la Banque impériale ottomane, également cotée à Londres et Paris. Fondée en 1863, cette dernière réunit des actionnaires français complétant des apports initiaux de fonds britanniques en 1856. Toutes deux ont des bureaux à Paris, place de la Bourse.
La Régie doit exploiter ce qui représente une des principales richesses de l'Empire ottoman, i. e. la Turquie et ses territoires administrés ; on mise également sur le « tabac turc » comme produit d'exportation. Le groupe de la Banque impériale ottomane cotise pour 50 % du capital, celui du Credit Anstalt de Vienne pour 30 % et celui de Bleichröder pour 20 %. La Régie a commencé ses activités dans d’importants centres de production de tabac à Salonique, Izmir, Alep, et Samsun, ville qui abrite une fabrique de tabac, et les « Quais des Tabacs de Samsun ».
La Régie est ensuite violemment attaquée par le mouvement des Jeunes-Turcs, un parti politique réformateur ottoman créé en 1889, surtout à partir de 1908. 
Après la proclamation de la République de Turquie, la Régie est nationalisée en 1925 pour devenir la société Tekel, cédée à British American Tobacco en 2008.